# Bathyacmaea nipponica
Bathyacmaea nipponica is een slakkensoort uit de familie van de Pectinodontidae. De wetenschappelijke naam van de soort is voor het eerst geldig gepubliceerd in 1992 door Okutani, Tsuchida & Fujikura.